# Куп Југославије у хокеју на леду
Куп Југославије у хокеју на леду одржаван је у два наврата, од 1966. до 1977. и од 1985. до 1991. Највише титула освојио је ХК Јесенице.

## Списак победника
- 1966. Партизан Београд
- 1967. Јесенице
- 1968. Јесенице
- 1969. Олимпија Љубљана
- 1970. Јесенице
- 1971. Јесенице
- 1972. Олимпија Љубљана
- 1973. Јесенице
- 1974. Јесенице
- 1975. Олимпија Љубљана
- 1976. Јесенице
- 1977. Јесенице
- 1978—1984. Није одржано званично такмичење
- 1985. Јесенице
- 1986. Партизан Београд
- 1987. Олимпија Љубљана
- 1988. Медвешчак Загреб
- 1989. Медвешчак Загреб
- 1990. Медвешчак Загреб
- 1991. Медвешчак Загреб